# نهائي كأس إفريقيا للأندية البطلة 1980
نهائي كأس أفريقيا للأندية البطلة 1980 هي المباراة النهائية للنسخة 16 من دوري أبطال أفريقيا. توج كانون ياوندي الكاميروني بالكأس على حساب بيليما.

## الفرق
| الفريق       | مشاركة سابقة (الخط الغليظ يشير إلى بطل تلك النسخة) |
| ------------ | -------------------------------------------------- |
| كانون ياوندي | 2 (1971 ، 1978)                                    |
| بيليما       | 0                                                  |

## النهائي
| 30 نوفمبر 1980 | كانون ياوندي | 2–2 | بيليما |  |

| 14 ديسمبر 1980 | بيليما | 0–3 (2–5 إجم.) | كانون ياوندي |  |